# Хунгар
Хунгар, точнее «Хунга» (иер. трад. 洪家, ютпхин: Hung4 gaa1, пиньинь: Hóng jiā, палл.: Хунцзя, буквально: «Семейство Хун»), также «Хунгакхюнь» (иер. трад. 洪家拳, ютпхин: Hung4 gaa1 kyun4, буквально: «Кулак/боевой стиль семьи Хун») или «Хункхюнь» (букв. «Кулак/стиль Хун») — стиль ушу из провинции Гуандун.

## История
Стиль хун гар кюн (洪家拳, «хун цзя цюань на путунхуа») был создан в XVII—XVIII веках в южнокитайской провинции Кантон (Гуандун). В этот период Китай практически полностью находился под властью маньчжурской династии Цин. Репрессии и преследования маньчжуров по отношению к ханьцам (китайцам) привели к тому, что в Поднебесной разразилось народное восстание. Центром этого восстания стал монастырь Нам Сиу Лам Чжи (南 少林寺), он же знаменитый Южный Шаолинь. Некоторые официальные исследователи ушу, работавшие и работающие при коммунистическом правительстве Китая утверждают, что такого монастыря никогда не существовало. Однако множество мастеров, проживавших на юге Китая, заявляют, что стили кулачного боя, которыми они владеют, ведут своё происхождение от этого монастыря. 
Став центром народного восстания, буддийская обитель принимала в свои стены всех, кто жил девизом «свергнуть Цин, вернуть Мин». В этот период времени в Нам Сиу Лам Чжи попал молодой китаец, имя которого было Хун Хейгун (洪熙官, Хун Цзигуан). За свою активную антиправительственную деятельность Хун Хейгун подвергся преследованию со стороны властей династии Цин. Существует предположение, что он был осуждён заочно и приговорён к смерти. Чтобы скрыть происхождение, он поменял свою настоящую фамилию Юэ (朱) на Хунг (洪), что должно было частично обезопасить его от преследований маньчжурцев. Имя Хунг (洪) он выбрал в честь китайского императора Хун Мо. Попав в монастырь, Хун Хейгун начал обучаться технике боя, которая практиковалась в обители. Вскоре он набрал популярность среди монахов. Настоятель храма Чжи Син Сим Си 至善禪師 впоследствии взял его в бай си в качестве личного ученика. По одной из распространённых версий, Чжи Син был специалистом в тигриных техниках боя. Хун Хейгун, будучи сильным и развитым молодым человеком, вскоре стал одним из лучших бойцов Южного Шаолиня.
Став местом сбора бунтарей и повстанцев, Нам Сиу Лам Чжи попал в поле зрения цинских властей. Поскольку в храме к тому времени назревала серьёзная опасность массового вооружённого восстания, император Йон Чжен выдал указ о ликвидации бунтующей обители. Войска маньчжуров, возглавляемые даосом Фен Даодэ, напали на Нам Сиу Лам Чжи. После жестокого боя монастырь сожгли, а большинство монахов убили. Некоторым обитателям монастыря удалось спастись, и в их числе настоятель Чжи Син и Хун Хейгун.
Пребывая практически на нелегальном положении, Хун Хейгун путешествовал по Южному Китаю, совершенствуя своё боевое искусство и противодействуя властям. Его странствия закончились в провинции Гуандун. Согласно преданию, Хун Хейгун женился на девушке Фань Винчун, которая была специалистом в стиле белого журавля «бак хок кюн» (白鶴拳, «бай хе цюань»). Обучившись у жены новой технике, он объединил стиль тигра (虎拳), которым владел, с техникой белого журавля, таким образом создав новый вид боевого искусства.
После того, как маньчжуры сняли запрет на практику ушу, Хун Хейгун открыл школу и начал преподавать свой стиль, называя его «хун гар кюн» 洪家拳 («хун цзя цюань»), то есть кулак семьи Хун, таким образом скрывая отношение своего искусства к Нам Сиу Лам Чжи.
Умер Хун Хейгун в 90 лет, но его боевое искусство продолжили развивать его лучшие ученики.
Про ранних последователей Хун Хейгуна информации мало, так как практически не существует письменных источников о развитии стиля до мастера Вонг Фейхуна. Но можно сказать точно, что кулачную науку хун гар кюн в полной мере перенял врач из Фатсана (Фушаня), которого звали Вонг Кейин. Он был известен на Юге Китая как один из десяти тигров Гуанчжоу и как прекрасный талантливый доктор, создавший клинику и школу боевых искусств По Чи Лам. А также Вонг Кейинг был отцом одного из величайших мастеров ушу и народного героя Китая Вонг Фейхуна 黄飞鸿. Обладая большим мастерством и высокоразвитым умом, Вонг Фейхун не просто мастерски овладел хун гар кюн, но положил громадные усилия на совершенствование и развитие стиля. Он привнес в него такие техники как фу вей гьок (удар «хвост тигра»), мо ин гьок (удар ногой без тени), мощный комплекс для развития внутреннего и внешнего мастерства, именуемый тид син кюн (кулак железной нити), усовершенствовал и описал теорию и тактику стиля, создал формальные комплексы сап ин кюн (кулак 10 форм), чтобы объединить технику боя 5-ти зверей с техникой 5 элементов, а также фу хок сьюн ин кюн (кулак тигра и журавля), который объединил в себе две противоположных силы для увеличения эффективности в кулачном бою. Со временем, Вонг Фейхунг перенял руководство клиникой и школой. Кроме обучения ушу и врачебной практики, он принимал активное участие в общественной жизни. Например, в тяжелый для Китая час им была создана народная милиция, которая контролировала порядок в городе. Кроме того, во времена Китайской Республики Вонг Фейхун тренировал войска генерала Лау Вингфука в Кантоне.
За свою жизнь мастер Вонг провел множество поединков и не проиграл ни одного. Это обеспечило ему много учеников, среди которых были Тан Фонг и Лам Цайвинг. От этих двух мастеров берут своё начало наиболее известные в наше время направления стиля.

## Основные и наиболее известные направления стиля хун гар кюн в наше время
— лам гар хун кюн (направление семьи Лам) — берёт своё начало от ученика Вонг Фейхуна, которого звали Лам Цайвинг и было развито и передано его племянником и приемным сыном мастером Лам Чо.
— чиу гар хун кюн (направление семьи Чиу) — берёт своё начало от Чиу Као, который был учеником Лам Цайвинга и передано его последователями Чиу Ваем и Чиу Чилином.
— лау гар хун кюн (направление семьи Лау) — берёт своё начало от Лау Джама, который был учеником Лам Цайвинга и передано его сыновьями Лау Карлеуном и Лау Карвингом. Особенность этого направления во внедрении в хун гар кюн техник из стиля чой ли фат.
— направление Тан Фонга — идет от ученика Вонг Фейхуна по имени Тан Фонг и передано Чоу Винтаком. Это направление практически не изменяется в технике и остается таким, каким его практиковал Вонг Фейхун.
Конечно, существует намного больше направлений стиля хун гар кюн, например лин нам хун гар, которое идет от Хун Хейгуна по отличной линии передачи от линии Вонг Фейхуна, но они гораздо менее известны в наше время, чем перечисленные выше.